# Zidane: A 21st Century Portrait (filmzene)
A Zidane: A 21st Century Portrait a Mogwai első filmzenei albuma, amelyet 2006. október 30-án adott ki a Wall of Sound az Egyesült Királyságban és a Play It Again Sam a világ többi részén.
A lemez az azonos című filmhez készült.

## Történet
2005 végén a film rendezője, Douglas Gordon felkérte az együttest a filmzene elkészítésére. Miután láttak egy részt, amelyben a Mogwai Fear Satan daluk szólt a háttérben, beleegyeztek. Semmi iránymutatást nem kaptak, és idejük sem volt a dalok szerkezetének kialakítására, ezért több számon is érződik, hogy a zenekar improvizált. Az album a Mr Beast rockosabb elemeiből kezd el építkezni, majd a lemez végére a Come On Die Young lassú, experimentális stílusáig jut. Lassú, komor számok jellemzik, melyeket zongora, megfontolt gitárszóló és különféle háttérhangok kísérnek. A rejtett sáv dalának nincs címe. A Black Spider Big E néven a Rock Action, a 7:25 pedig a Come On Die Young albumon szerepelt először.

## Számlista
Az összes dal szerzője a Mogwai. 
|     | Cím                           | Hossz |
| --- | ----------------------------- | ----- |
| 1.  | Black Spider                  | 5:02  |
| 2.  | Terrific Speech 2             | 4:06  |
| 3.  | Wake Up and Go Berserk        | 4:45  |
| 4.  | Terrific Speech               | 4:45  |
| 5.  | 7:25                          | 5:11  |
| 6.  | Half Time                     | 6:49  |
| 7.  | I Do Have Weapons             | 4:15  |
| 8.  | Time and a Half               | 5:56  |
| 9.  | It Would Have Happened Anyway | 2:34  |
| 10. | Black Spider 2                | 4:12  |

| Rejtett sáv | Rejtett sáv  | Rejtett sáv | Rejtett sáv | Rejtett sáv | Rejtett sáv | Rejtett sáv | Rejtett sáv | Rejtett sáv | Rejtett sáv |
|             | Cím          | Hossz       |             |             |             |             |             |             |             |
| ----------- | ------------ | ----------- | ----------- | ----------- | ----------- | ----------- | ----------- | ----------- | ----------- |
| 11.         | (cím nélkül) | 23:02       |             |             |             |             |             |             |             |
| 73:58       |              |             |             |             |             |             |             |             |             |

## Közreműködők

### Mogwai
- Stuart Braithwaite, John Cummings – gitár
- Dominic Aitchison – basszusgitár
- Martin Bulloch – dob
- Barry Burns – gitár, zongora, orgona

### Gyártás
- Tony Doogan – producer

## Fordítás
Ez a szócikk részben vagy egészben  a   Zidane: A 21st Century Portrait (soundtrack) című angol Wikipédia-szócikk ezen változatának fordításán alapul.  Az eredeti cikk szerkesztőit annak laptörténete sorolja fel. Ez a jelzés csupán a megfogalmazás eredetét és a szerzői jogokat jelzi, nem szolgál a cikkben szereplő információk forrásmegjelöléseként.